# Kussi

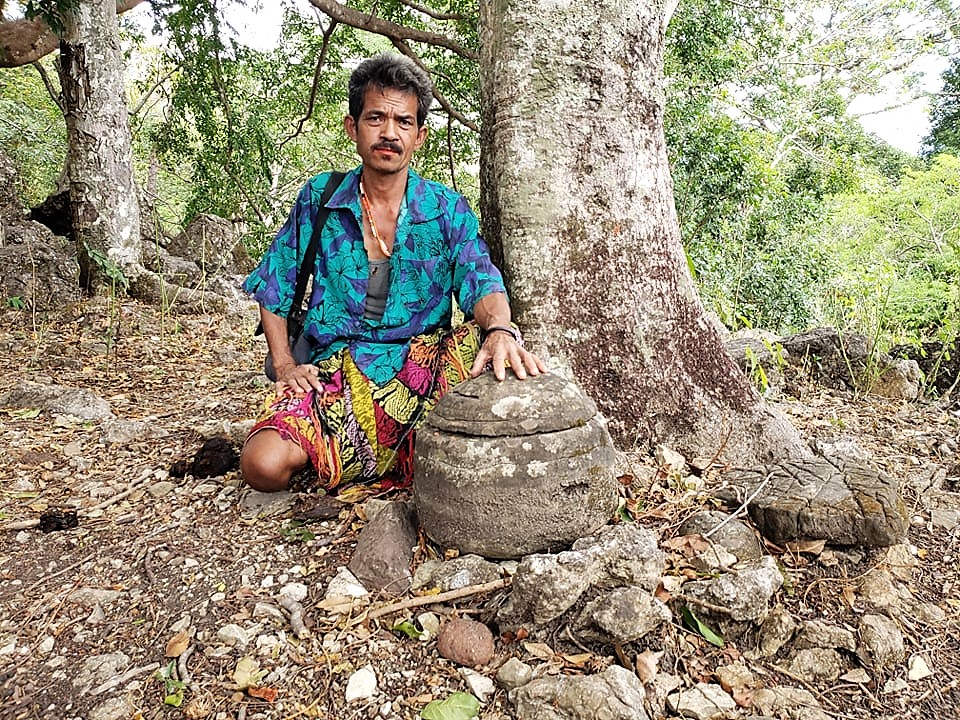
Der Kussi, der mythische Ursprung Oe-Cusses

Der Kussi (Cussi, Kusi; deutsch Krug) ist ein bearbeiteter Stein in der osttimoresischen Sonderverwaltungsregion Oe-Cusse Ambeno, der als Symbol der Gründung des Reiches von Oe-Cusse von der lokalen Bevölkerung der Atoin Meto verehrt wird und zentrales Element der lokalen Regenbogenlegende ist.

## Lage
Der Stein befindet sich nahe dem gleichnamigen Ort in der Aldeia Hautefo (Suco Banafi, Verwaltungsamt Nitibe). Das Dorf liegt an der Straße zwischen Lelaufe und Malelat, etwa eine halbe Stunde hinter dem Posten der Grenzpolizei in Lelaufe.

## Die Regenbogenlegende
Der Legende nach träumte ein etwa sechsjähriges Mädchen aus dem Ort Kussi einst davon, dass sie den Regenbogen greifen und festhalten könne. Am nahgelegenen Fluss Oe-Mofa gibt es häufig einen Regenbogen und das Mädchen wollte mit den Farben malen. Als einmal der Regenbogen mehrere Tage hintereinander zu sehen war, kam dem Mädchen der Gedanke, den Regenbogen festzubinden. Also ging sie mit einem großen Seil an den Fluss, legte es als eine Schlinge aus, versteckte sich im Regen hinter einem Baum und wartete auf den Regenbogen.
Als es aufhörte zu regnen, erschien tatsächlich der Regenbogen, schön und hell, in tausend und einer Farbe. In diesem Moment zog das Mädchen die Schlinge zu. Ein leiser Donner ertönte, der Regenbogen verschwand und in der Schlinge steckte ein Topf voller Gold und Edelsteine. Eine Stimme wie Donner ertönte und rief „Wer hat es gewagt, meinen Kussi zu stehlen?“ Ein alter Mann mit Bart, langen Haaren, weißem Körper und weißer Kleidung erschien. Er hatte einen Stock als Gehhilfe und schien sehr wütend zu sein. Als er das reine und unschuldige Gesicht des jungen Mädchens beim Näherkommen erblickte, verflog seine Wut aber wieder. Mit freundlichen Gesicht sagte der „Rai Nain“ (deutsch Geist des Landes, Besitzer des Landes, Einheimischer) zu ihr „Glückwunsch, ich hätte nie gedacht, dass ein sechsjähriges Mädchen meinen Kussi mit einer einfachen Palmfaserschlinge festbinden könne. Ich gebe Dir als Belohnung den Kussi mit den Edelsteinen. Du wirst ihn bewahren und seine Wächterin sein. Beachte, dass dieser Kussi ein ‚Biru‘ ist, ein Schutztalisman. Wasser, das man in ihn hinein gießt, verwandelt sich sofort in Gold und Edelsteine in allen Farben: Rubine, Saphire, Smaragde, Jade, Topase, Diamanten, deren Farben sich am Himmel in Form des Regenbogens wiederholen. Deshalb muss der Kussi immer verschlossen sein. Man kann ihn nur mit einem Schlüssel von mir öffnen.“
Das Alter des Kussi ist nicht bekannt, aber das Mädchen soll später die erste Königin von Oe-Cusse geworden sein. Der Name des Reiches bedeutet ins Deutsche übersetzt „Wasserkrug.“